# サマーラ市電
サマーラ市電（ロシア語: Самарский трамвай）は、ロシア連邦の都市・サマーラ市内に大規模な路線網を有する路面電車。2020年現在はトロリーバス（サマーラ・トロリーバス）と共に市営企業「路面電車・トロリーバス管理」（МП «Трамвайно-троллейбусное управление»、МП «ТТУ»）によって運営されている。

## 歴史

### 第二次世界大戦まで
サマーラにおける最初の軌道交通は19世紀末、1895年に開通した馬車鉄道であったが、20世紀に入ると輸送力が大きい近代的な交通機関・路面電車が当時のロシア帝国内に普及し、その中でサマーラ市内にも路面電車網を建設する動きが起こり始めた。1910年にサマーラ市議会はこの計画に関する予算案を可決した後、1914年から発電所や送電線、街灯の整備なども含めた大規模な工事が始まり、翌1915年2月12日から5つの路線で営業運転を開始した。初年度だけでも乗客数は2,050万人にも及び、馬車鉄道はそれから2年後、1917年までに廃止された。
その後も路面電車の路線網は順調に拡大を続けたが、ロシア革命下の混乱により、1919年に発電所からの送電停止により全線の運休を余儀なくされる事態となり、その後は貨物輸送のみが行われる状態が続いた。しかし、ソビエト連邦（ソ連）成立後はモスクワから派遣された専門家の指示の下で復興が進み、1922年にはほとんどの路線が運行を再開した。その後は廃止された馬車鉄道の補完も含めて路線の拡張が続き、1927年の時点で全長は45 kmに達した。また、都市の名前がクイビシェフに改められた1935年からは夜間も30 - 40分間隔で列車が走る24時間運転が導入された。第二次世界大戦（大祖国戦争）中は系統の運行休止や本数減少などの影響を受けた一方で、工業団地方面など軍事的に重要な路線の建設が継続して実施された。

### 戦後、ソ連崩壊まで
戦時中、クイビシェフに置かれていた首都機能がモスクワに戻された直後からクイビシェフ市電の復旧が始まり、運休していた路線や走行不能となっていた車両の修理が行われた。その後も車両の増備が続いたが、戦後の路線延伸工事が始まったのは1962年からとなった。また、1969年からは新たな車庫（現：北部車庫）が開業したが、これは1963年から導入が開始されたチェコスロバキア（現：チェコ）製の路面電車車両・タトラT3SUの配置を念頭に置いたものであり、この形式は1986年までに600両以上の大量導入が実施され、各地の車庫に在籍する事となった。
市電の車両数が最大に達したのは1966年（計539両）で、路線網は1970年代以降も拡大を続けたが、1982年に地下鉄が開通した事に合わせて並行する路線の廃止が行われた。ただし新規路線の建設はそれ以降も1980年代の終わりまで続けられている。

### ロシア連邦時代
都市名がサマーラに戻り、ソビエト連邦の崩壊を経てロシア連邦の路面電車路線となったクイビシェフ市電改めサマーラ市電は、1992年に運営組織がそれまでのクイビェフ路面電車・トロリーバス管理部門（Куйбышевское ТТУ ）から市営企業「路面電車・トロリーバス管理」（МП «ТТУ» ）に変更された。その後、ロシア連邦各地の路面電車が経済的な混乱やモータリーゼーションにより廃止や規模の縮小を余儀なくされる中、サマーラ市電も一部区間の廃止が検討されたものの、その後この案は否決されている。一方で市電では更なる路線の拡大が計画されており、そのうちサマーラ・アリーナへ向かう全長2.2 kmの区間については2018年に開催されたFIFAワールドカップの観客輸送での臨時運転を経て、同年11月1日から定期運転を開始している。
2020年現在もサマーラ市電はサマーラ市における重要な輸送手段の地位を維持しており、同市の公共交通機関の乗客のうち42 %以上が路面電車を利用している。

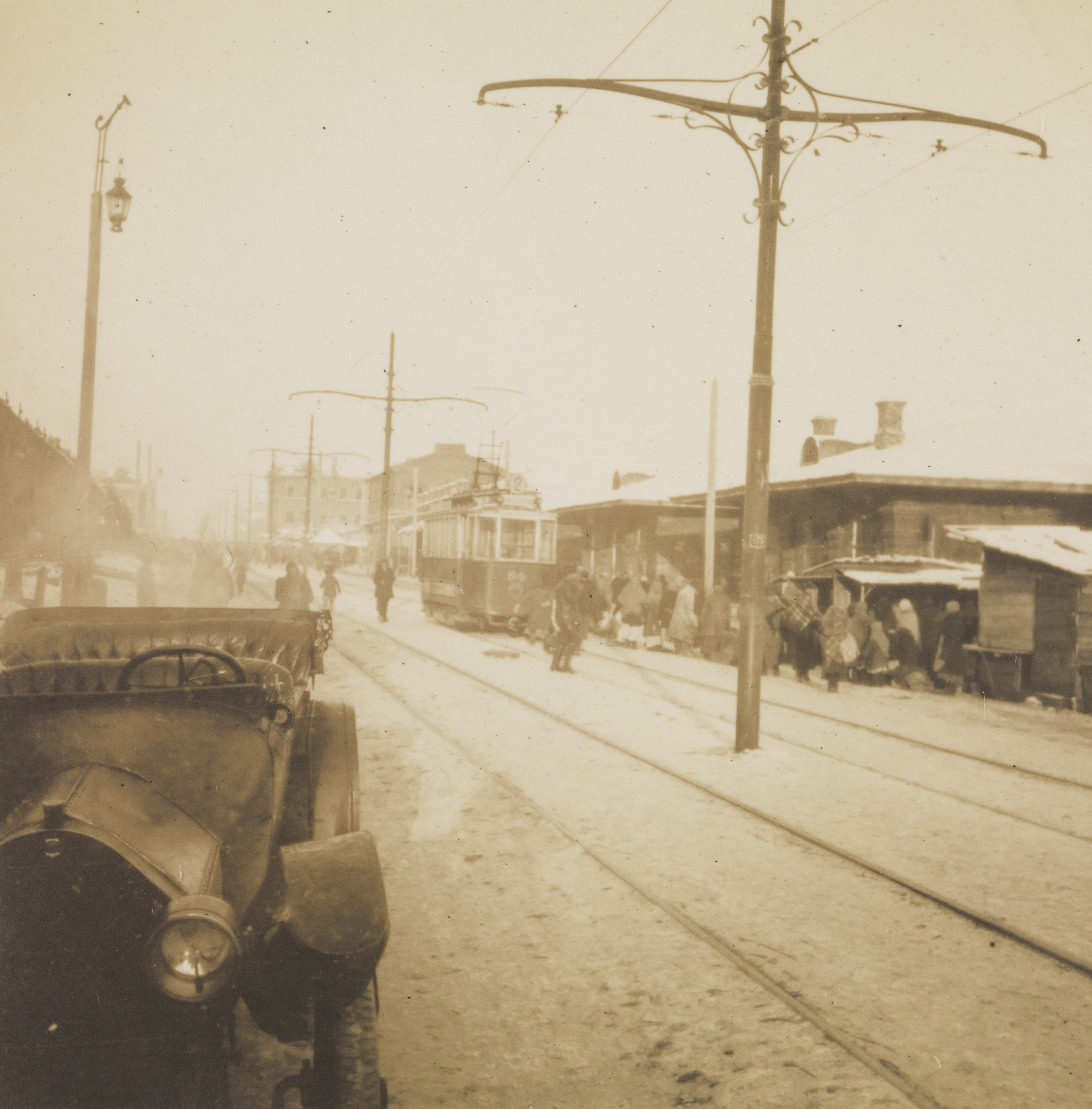
フリチョフ・ナンセンが撮影した1920年代初頭のサマーラ市電
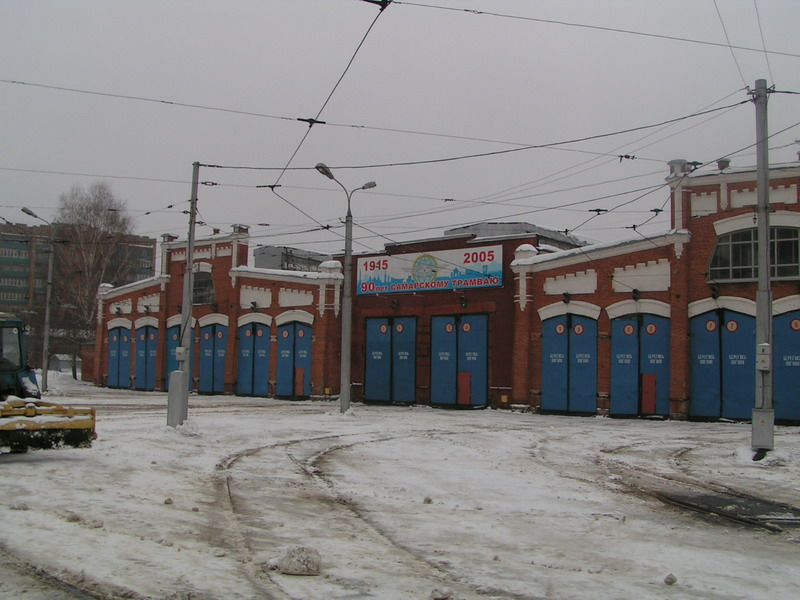
サマーラ市電で最も古い車庫・都市車庫（2005年撮影）

## 運行
2020年現在、サマーラ市電は運行日を限定したものを含めて25の系統が設定されている。下記の系統以外にも2018年にはサマーラ・アリーナ方面への延伸に合わせて14号線（Барбошина Поляна - Стадион «Самара-Арена»）が設定されたが、翌2019年までの短期間で運行を停止し、以降は曜日によって異なる系統がサマーラ・アリーナ方面へ向けて運行している。
運賃はサマーラ市内で公営企業が運営する公共交通機関（路線バス、トロリーバス、地下鉄）および郊外へ向かう近郊列車（エレクトリーチカ）と共通化されており、現金使用時は32ルーブル、非接触式ICカードの"トランスポート・カード"（транспортной карте）使用時は29ルーブルである。
| 系統番号 | 起点                     | 終点                     | 備考                                                     |
| -------- | ------------------------ | ------------------------ | -------------------------------------------------------- |
| 1        | ул. Чапаевская           | Автостанция «Аврора»     | [ 13 ]                                                   |
| 2        | Юнгородок                | Постников овраг          | 平日ラッシュ時のみ運行                                   |
| 3        | Юнгородок                | ул. Чапаевская           | [ 16 ]                                                   |
| 4        | Постников овраг          | Постников овраг          | 環状系統(外回り、反時計回り)                             |
| 5        | ул. Чапаевская           | Стадион «Самара-Арена»   | [ 18 ]                                                   |
| 7        | Станция метро «Победа»   | Стадион «Самара-Арена»   | 平日のみ運行                                             |
| 8        | Стадион «Металлург»      | Безымянская ТЭЦ          | [ 21 ]                                                   |
| 9        | Стадион «Металлург»      | Костромской переулок     | 平日のみ運行                                             |
| 10       | Юнгородок                | Костромской переулок     | [ 23 ]                                                   |
| 11       | Стадион «Самара-Арена»   | Автостанция «Аврора»     | 週末のみ運行                                             |
| 12       | Стадион «Самара-Арена»   | Юнгородок                | 週末のみ運行                                             |
| 13       | Постников овраг          | Костромской переулок     | [ 26 ]                                                   |
| 15       | ул. Чапаевская           | ул. Тухачевского         | 16号線とは経由する路線が異なる                           |
| 16       | ул. Чапаевская           | ул. Тухачевского         | 15号線とは経由する路線が異なる                           |
| 18       | Постников овраг          | Автостанция «Аврора»     | [ 29 ]                                                   |
| 19       | Юнгородок                | Северное трамвайное депо | 平日のみ運行                                             |
| 20       | ул. Чапаевская           | Северное трамвайное депо | [ 31 ]                                                   |
| 20k      | Северное трамвайное депо | ул. Красноармейская      | 平日のみ運行                                             |
| 21       | ул. Кабельная            | Проспект Кирова          | 平日のみ運行                                             |
| 22       | ул. Красноармейская      | 15-й микрорайон          | [ 34 ]                                                   |
| 23       | Постников овраг          | Постников овраг          | 環状系統(内回り、時計回り)                               |
| 24       | Костромской переулок     | Завод им. Тарасова       | 平日のみ運行                                             |
| 24k      | Костромской переулок     | Стадион «Самара-Арена»   | 平日ラッシュ時のみ運行                                   |
| 25       | Безымянская ТЭЦ          | Проспект Кирова          | [ 38 ]                                                   |
| S5       | ул. Тухачевского         | Стадион «Самара-Арена»   | サマーラ・アリーナでの試合開始日(開始前・終了後)のみ運行 |

## 車両

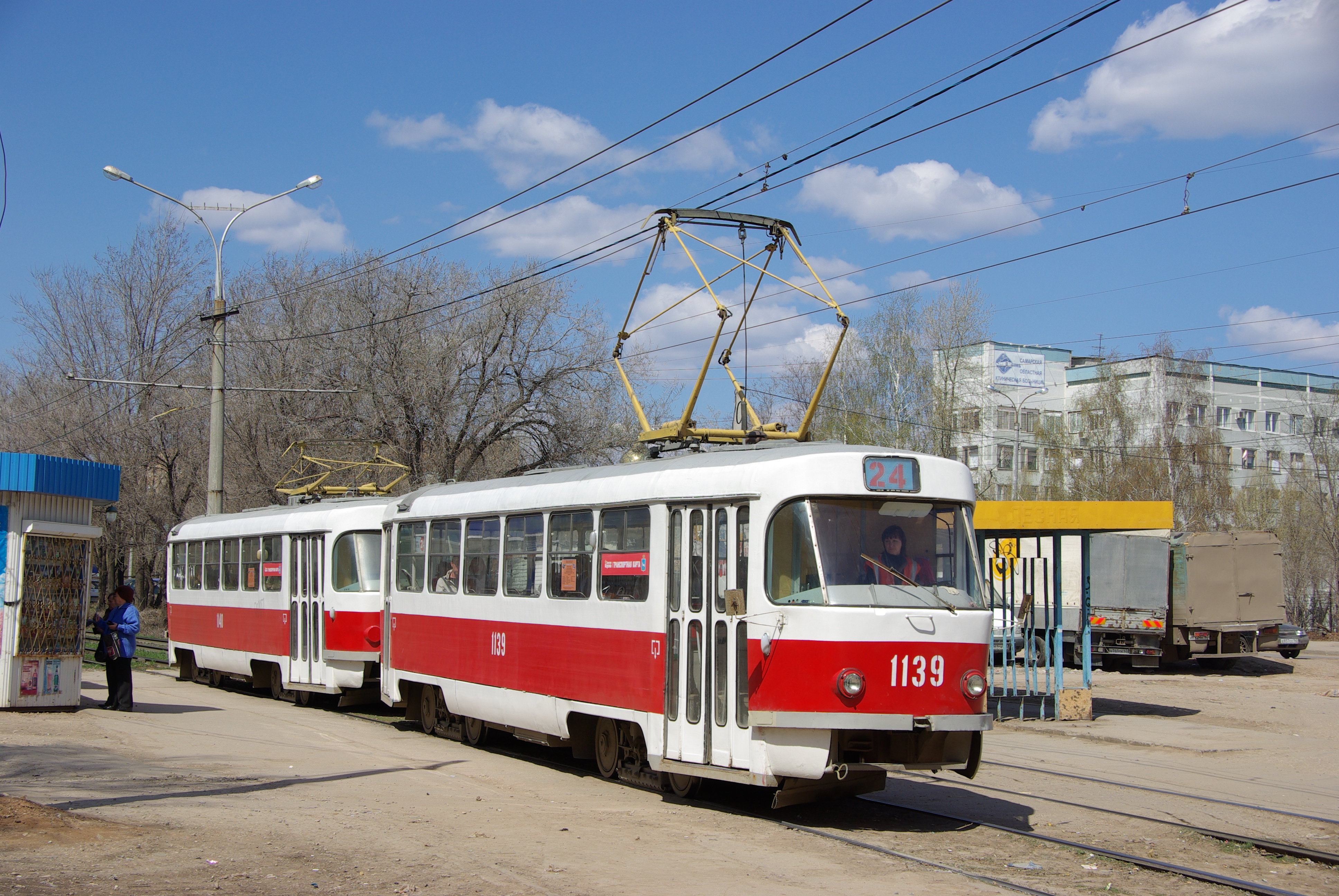
タトラT3SU（2扉車）
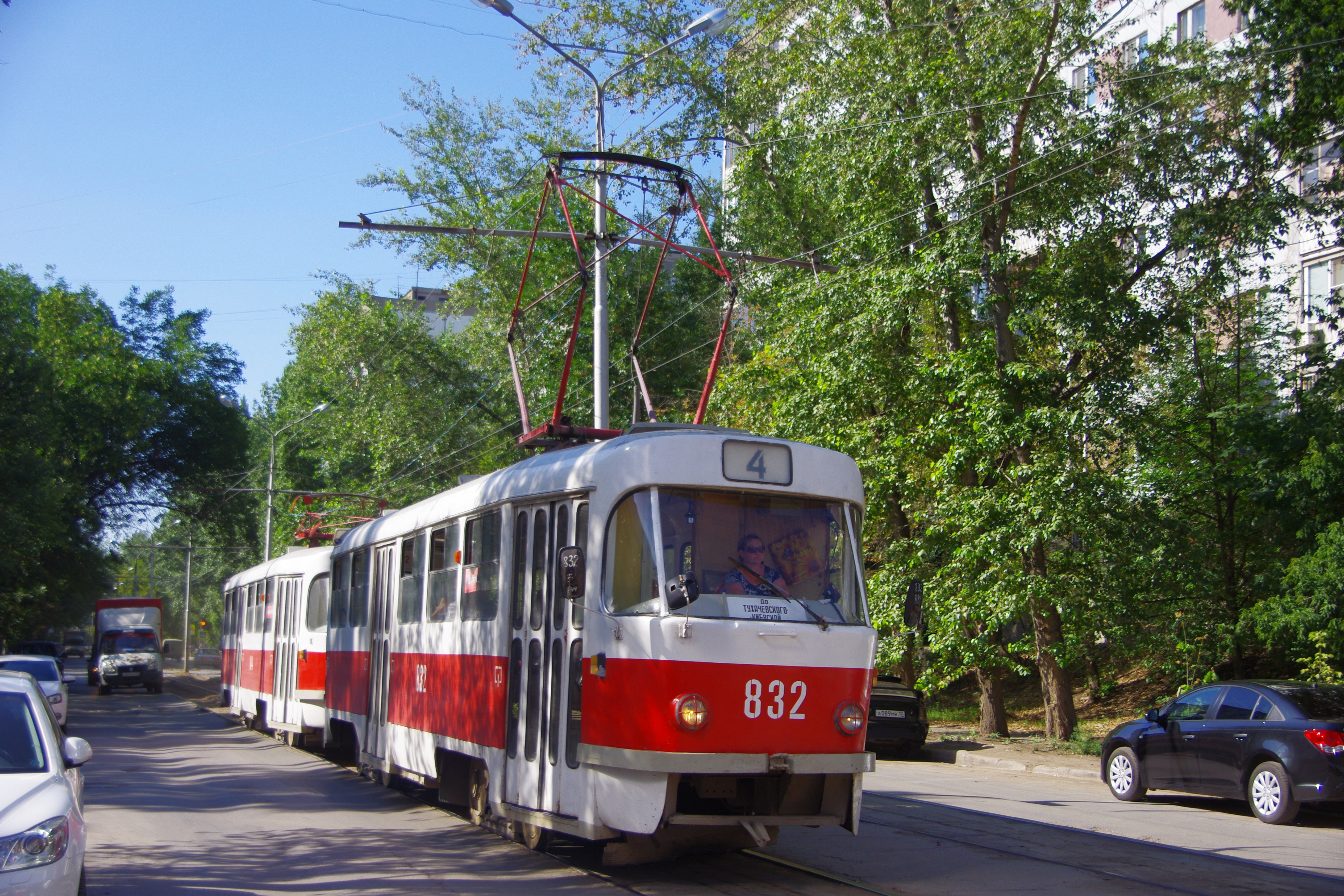
タトラT3SU（3扉車）
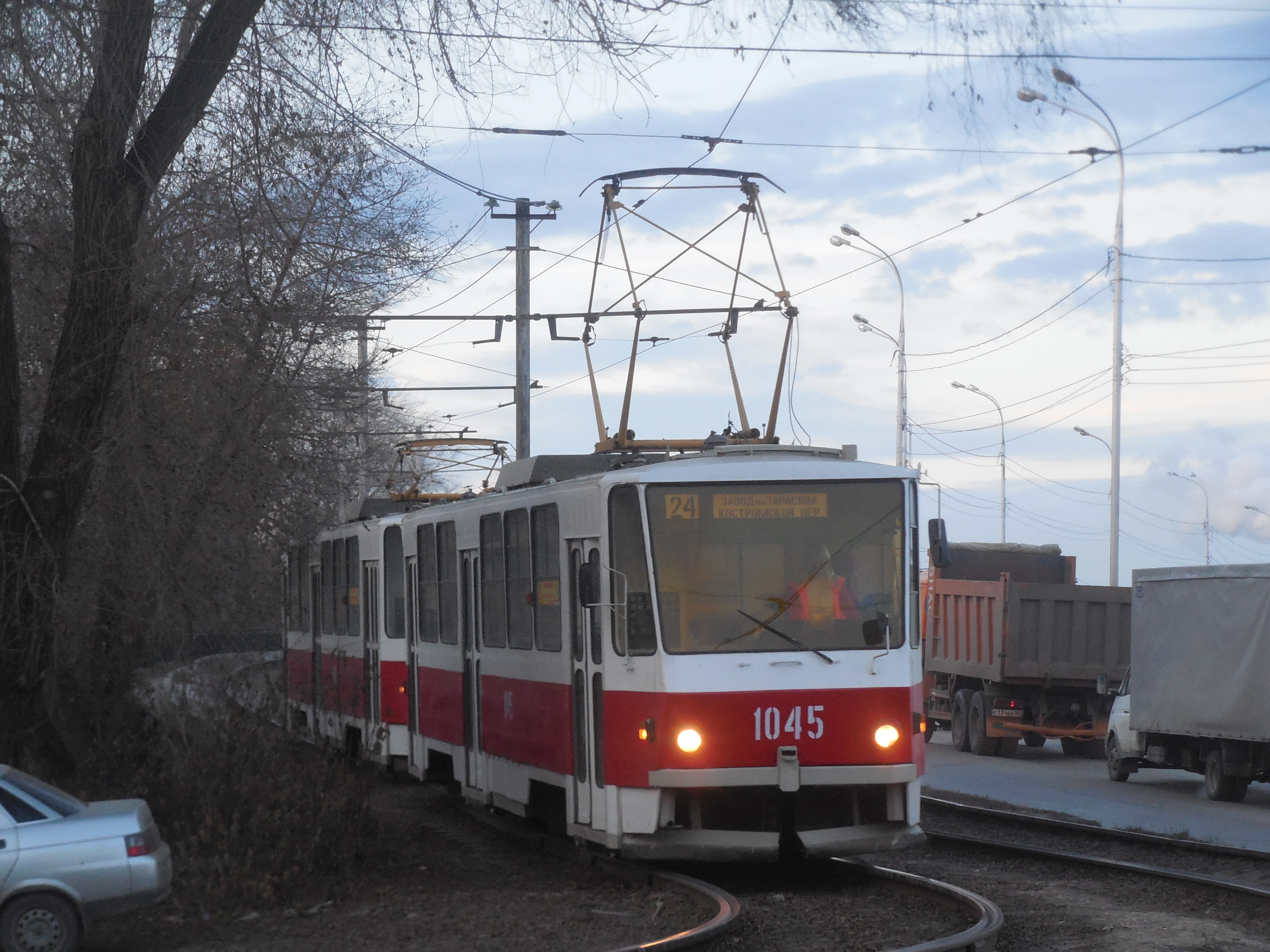
タトラT6B5SU
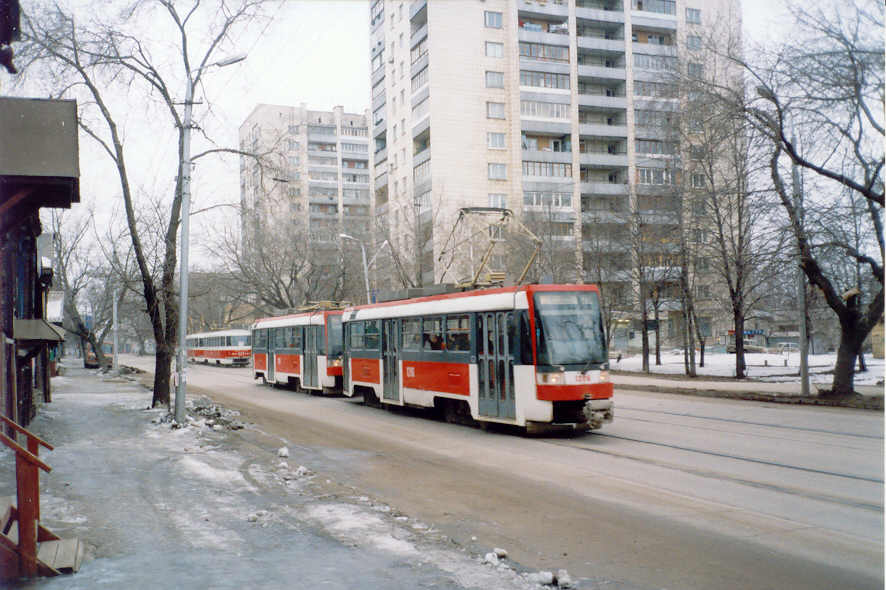
タトラT3RF
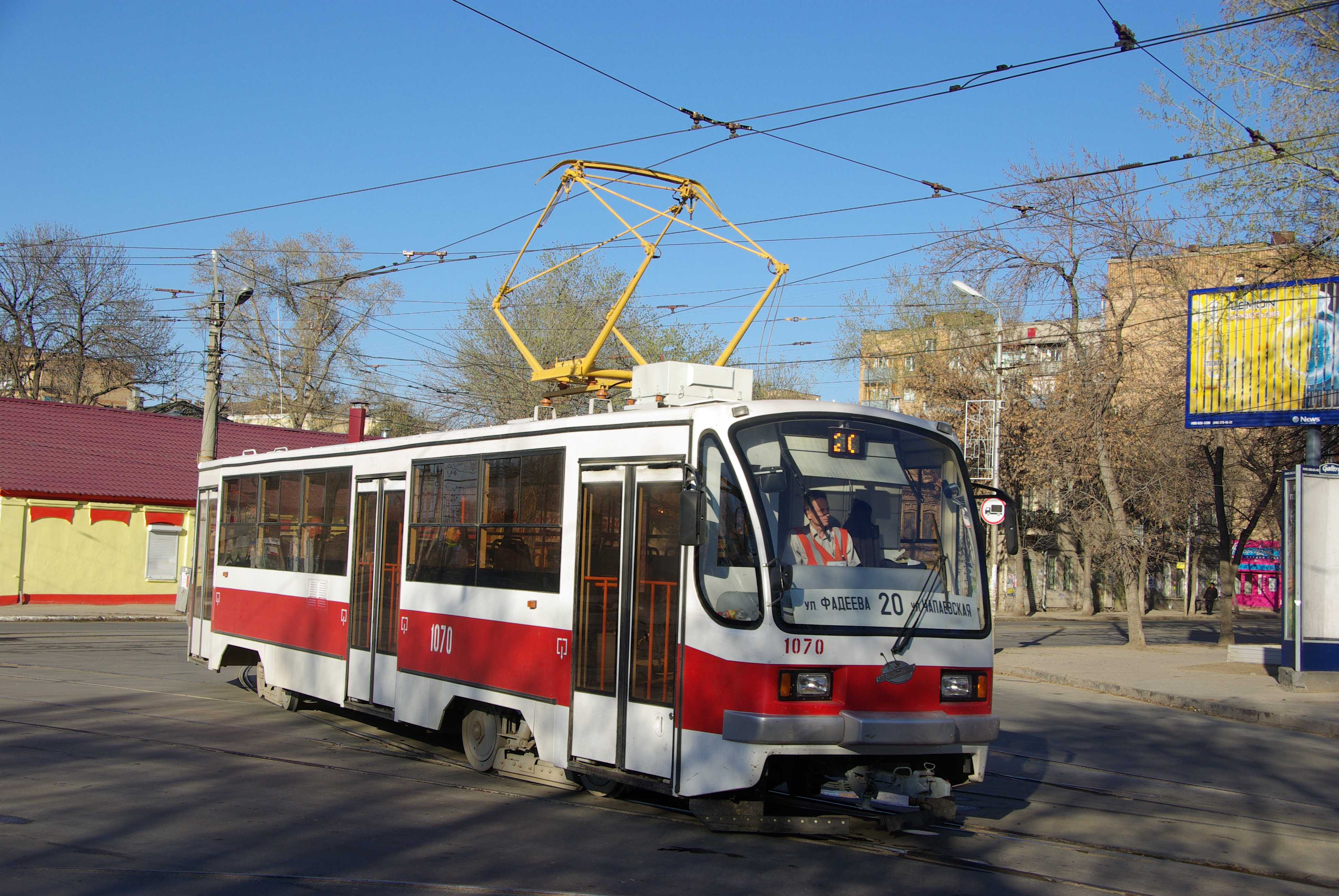
71-405
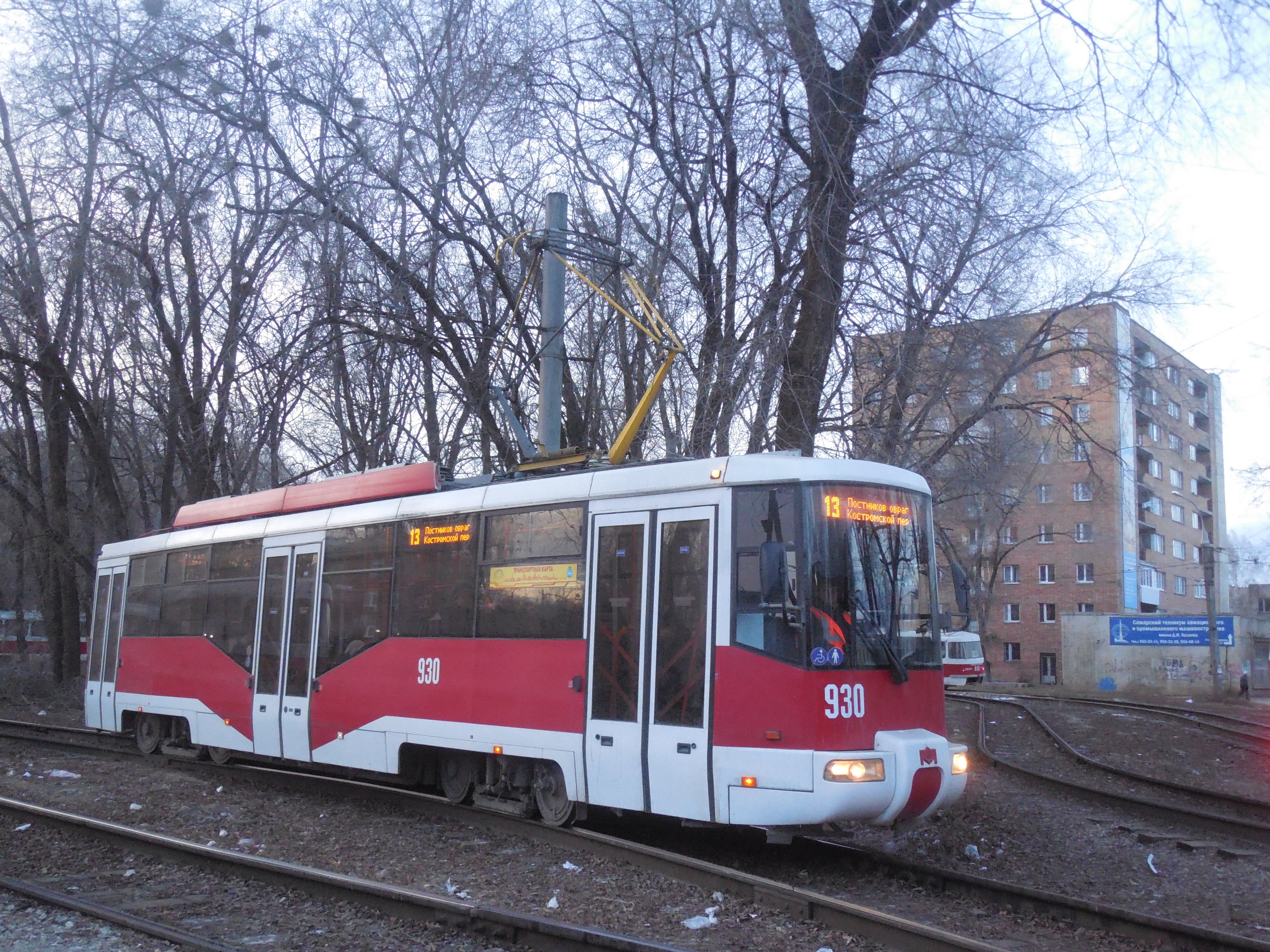
AKSM-62103

2020年現在、サマーラ市電には以下の営業用車両が在籍し、「都市車庫（Городское депо）」「キーロフ車庫（Кировское депо）」「北部車庫（Северное депо）」の3箇所の車庫に配置されている。1両（単行）での運行に加え、2009年3月31日以降ボギー車については2両編成の列車も設定されている。
| 形式               | 形式               | 両数 (2020年時点) | 両数 (2020年時点) | 両数 (2020年時点) | 導入・改造年    | 備考 |
| 形式               | 形式               | 都市車庫          | キーロフ車庫      | 北部車庫          | 導入・改造年    | 備考 |
| ------------------ | ------------------ | ----------------- | ----------------- | ----------------- | --------------- | --- |
| タトラT3SU         | 2扉車              | 26両              | 48両              | 21両              | 1963-1986,92-97 | 新造車両数は計623両 1963-77年製車両は2扉車 1978-86年製車両は3扉車 1992-97年導入の車両(40両)はモスクワ市電からの譲渡車 |
| タトラT3SU         | 3扉車              | 75両              | 69両              | 16両              | 1963-1986,92-97 | 新造車両数は計623両 1963-77年製車両は2扉車 1978-86年製車両は3扉車 1992-97年導入の車両(40両)はモスクワ市電からの譲渡車 |
| タトラT3SU         | T-3E               | －                | 21両              | 6両               | 2007-14         | タトラT3SUの機器更新車 自動化システム・複合会社(ЗАО «АСК»、エカテリンブルク)で改造                                    |
| タトラT3SU         | T-4                | －                | 21両              | 6両               | 2007-14         | タトラT3SUの機器更新車 Ars Term社(НПФ «Арс Терм» 、ノヴォシビルスク)で改造                                            |
| タトラT6B5SU(T3-M) | タトラT6B5SU(T3-M) | －                | －                | 51両              | 1988-1993,2012  | 2012年導入の車両(3両)はミンスク市電からの譲渡車 19・20・20K・22・24号線で使用                                         |
| タトラT3RF(T3-R)   | タトラT3RF(T3-R)   | －                | －                | 2両               | 1999            | 契約当初は4両が導入される予定だった 2019年現在運用から離脱中                                                          |
| 71-402             | 71-402             | －                | －                | 3両               | 2001-03         | [ 41 ] |
| 71-405             | 71-405             | －                | －                | 43両              | 2008-09         | 主に20・22号線で運行                                                                                                  |
| 71-623             | 71-623-00          | 1両               | －                | －                | 2011            | 部分超低床電車(サマーラ市電初) 主に13・18号線で運行                                                                   |
| 71-623             | 71-623-02          | 20両              | －                | －                | 2015-16         | 部分超低床電車 |
| AKSM-62103         | AKSM-62103         | 9両               | －                | －                | 2012-13         | 部分超低床電車 主に1・3・4・5・13・18号線で運行                                                                       |
| 71-631             | 71-631             | 10両              | －                | －                | 2017            | 部分超低床電車、3車体連接車 2018年のFIFAワールドカップの大量輸送用に導入                                              |

- タトラT3SU（2扉車）
- タトラT3SU（3扉車）
- タトラT6B5SU
- タトラT3RF
- 71-405
- AKSM-62103
- 71-623（動画）